# Uma Concertação Pela Amazônia
Uma Concertação pela Amazônia é uma rede de mais de 600 integrantes, representantes dos setores público e privado, academia e sociedade civil. É um espaço de diálogo e de encontro permanente, que busca construir uma ambição para as Amazônias, orientada por uma agenda integrada que olha para as agendas de proteção ambiental, mas também inclusão social e desenvolvimento econômico da região. A Concertação é uma rede que busca disseminar conhecimento para todos, com todos, por meio de sua plataforma de conhecimento e que atua na concretização de projetos estruturantes para o território amazônico.
Criada em 2020, a rede conta com um Núcleo de Governança diverso e plural, que contribui com os direcionamentos estratégicos da iniciativa. Nomes como de Guilherme Leal, co-fundador da Natura; Izabella Teixeira, ex-ministra do Meio Ambiente; Francisco Gaetani, professor da FGV e secretário extraordinário para a transformação do Estado do Ministério da Gestão e da Inovação em Serviços Públicos; Vanda Wittoto, ativista e liderança indígena do povo Witoto; Denis Minev, CEO da Bemol e conselheiro da Fundação Amazonas Sustentável; Átila Denys, empresário e conselheiro da AMAZ, aceleradora que busca apoiar empreendedores e negócios no ecossistema na Amazônia; Joanna Martins, CEO Manioca, entre outros, compõe a Governança da rede.

## Propostas para os 100 primeiros dias de governo
Documento de 236 páginas com propostas para serem implementadas principalmente nos 100 primeiros dias de gestão dos executivos federal e estadual, além do Congresso Nacional, foi apresentado pela Uma Concertação pela Amazônia, em outubro de 2022, durante o Fórum Estadão Think “Amazônia é solução”, realizado em parceria com o jornal Estadão e a Rede de Ação Política pela Sustentabilidade (RAPS).
A elaboração do documento contou com a participação direta de 130 pessoas em 10 fóruns de debates técnicos. Nele, estão incluídas medidas provisórias, decretos presidenciais, resoluções e projetos de lei que abordam temas que, além da pauta ambiental, também envolvem o bem-estar social da população amazônica, investimentos em infraestrutura e ações integradas de segurança pública. 
Lançado internacionalmente na 27ª Conferência das Nações Unidas sobre Mudanças Climáticas (COP 27), em novembro de 2022 em Sharm el-Sheikh, no Egito, uma cópia do documento foi entregue a Luiz Inácio Lula da Silva, recém eleito presidente do Brasil, que participou do evento marcando em seu discurso a retomada da posição do País em relação às pautas ambientais.
Convidada a compor os trabalhos das equipes de transição do novo governo, a Concertação apresentou ao GT de Meio Ambiente 14 propostas, das quais 11 foram selecionadas para integrar o relatório final do grupo, culminando na assinatura do presidente em cinco delas no ato da posse: reativação do Conselho Nacional de Segurança Alimentar e Nutricional (Consea); reativação dos espaços para a participação popular é a retomada da estrutura e do funcionamento originais do Conselho Nacional do Meio Ambiente (Conama); retorno do Serviço Florestal Brasileiro para o Ministério do Meio Ambiente; revogação do decreto que instituía o Programa de Apoio ao Desenvolvimento da Mineração Artesanal e em Pequena Escala e a Comissão Interministerial para o Desenvolvimento da Mineração Artesanal e em Pequena Escala; e revogação dos decretos que haviam modificado as estruturas dos órgãos colegiados federais. 
Passada a posse, outras propostas ainda tiveram andamento, como a retomada do Plano de Ação para Prevenção e Controle do Desmatamento na Amazônia Legal, lançado em 2004. O objetivo do PPCDAm é reduzir o desmatamento e fomentar a transição para um modelo de desenvolvimento sustentável na Amazônia Legal. Depois da apresentação do documento da Concertação, o Governo Federal relançou o Plano, que está em sua quinta versão (foi pausado durante o Governo Bolsonaro), com a meta de zerar o desmatamento até 2030.

## Educação: projeto Itinerários Amazônicos
Em 2022, a Concertação em parceria com Instituto Reúna e ao Instituto iungo, apresentou o programa Itinerários Amazônicos, uma opção de currículo para o novo Ensino Médio para que os estudantes possam se aprofundar no estudo da região. O programa tem o objetivo de promover a Amazônia, em sua complexidade ambiental, social, histórica, cultural e econômica, nos nove estados da Amazônia Legal. 
Com a implementação obrigatória do novo Ensino Médio em todas as escolas do País, existe um espaço de 40% da carga horária para que os estudantes preencham com disciplinas eletivas. O programa Itinerários Amazônicos possui duas frentes para oferecer esses conteúdos nas escolas: a disponibilização gratuita de materiais pedagógicos e a capacitação de professores, gestores escolares e técnicos de educação de redes de ensino sobre os temas que envolvem a Amazônia Legal.
O projeto é uma parceria público-privada com o custo de R$ 6,2 milhões para a primeira fase, 50% da iniciativa privada e 50% do BNDES. Segundo o BNDES, a implementação do projeto está prevista em todos os Estados da Amazônia Legal – Pará, Amazonas, Amapá, Roraima, Acre, Rondônia, Tocantins, Maranhão e Mato Grosso.

## Cultura amazônida como pilar
A valorização e disseminação da riqueza sociocultural da região amazônica norteia muitas das iniciativas da Concertação. O objetivo é mostrar a multiplicidade de representações da região e valorizar o trabalho de artistas locais que ajudam a atualizar o imaginário sobre as Amazônias, segundo Fernanda Rennó, co-secretária executiva da rede. 
Para a Concertação, a cultura — entendida de uma maneira ampla como modos de vida, modos de fazer e de representar — é um componente essencial na construção de ações de desenvolvimento sustentável. “Para se aproximar de um território, além da racionalidade e dos aspectos técnicos, é preciso sensibilidade”, explica Fernanda. “A Amazônia vai além de desmatamento e não-desmatamento. O que nos ajuda a (re)conhecer tudo que existe entre esses dois pontos, escapando dessa visão polarizada, é justamente essa teia sociocultural. Para a Concertação, não é possível falar de sustentabilidade sem se apoiar na arte e na cultura”. 
A rede conta com a parceria de artistas do território para criar a ponte entre o racional e o imaginário. São essas parcerias artísticas que inspiram e guiam tudo o que a Concertação faz, sendo elemento presente também na forma de expressão e comunicação da própria iniciativa.

## COP 26: estreia internacional
Durante a 26ª Conferência das Nações Unidas sobre Mudança do Clima (COP26), realizada em Glasgow, na Escócia, em novembro de 2021, a Concertação lançou a Agenda pelo Desenvolvimento da Amazônia. O documento foi construído com propostas de ações resultantes dos diálogos entre os integrantes da rede, trazendo um olhar de agenda integrada para as diversas Amazônias.
O lançamento do documento ocorreu no Brazil Climate Action Hub, estande da sociedade civil na COP26, e teve a presença de Samela Sateré-Mawé, comunicadora da Articulação dos Povos Indígenas do Brasil (APIB) e ativista da Fridays For Future, Izabella Teixeira, Ilona Szabó, entre outros integrantes, e marcou a estreia da Concertação internacionalmente.
Baseada em premissas como o fortalecimento dos princípios democráticos (especialmente para a sociedade civil, os povos indígenas e as comunidades tradicionais), o aumento da qualidade de vida para a população local, a valorização da dimensão cultural-identitária, o estabelecimento da região como grande removedora líquida de emissões de carbono e o reforço dos incentivos a todas as atividades econômicas (da pecuária extensiva ao extrativismo) que valorizem a floresta em pé, o documento pavimentou o caminho para a construção do Plano de 100.
A Concertação tem como princípio uma Amazônia múltipla, com características socioeconômicas diversas em termos de ocupação, de uso do solo e de oportunidades econômicas, condição que requer um olhar único para cada conjunto de particularidades. Por isso, como forma de respeitar e valorizar a diversidade regional, as propostas do documento são direcionadas para “quatro Amazônias”: áreas de floresta conservada, áreas de transição (o que se convencionou chamar de “arco do desmatamento”), áreas convertidas (onde o solo é utilizado para agricultura e pecuária) e cidades.